# ДС 9
ДС 9 је луксузна лимузина средње класе који производи француска фабрика аутомобила ДС аутомобили од 2020. године.

## Историјат
Кинеска верзија је требала бити представљена 2019. године, али је одгођено за 2020. годину када је представљена и у Европи. ДС 9 је представљен новинарима 27. фебруара 2020. године и коначно је требало да се појави марта 2020. на сајму аутомобила у Женеви, али је отказано због пандемије корона вируса 2019/20.
За разлику од ДС 7 кросбака који се производи у Француској и Кини, ДС 9 се саставља само у Кини у граду Шенџену.

### Опрема
Модел ДС 9 је заснован на ПСА механичку платформу EMP2 са предњим погоном коју користи и Пежо 508. Од технологије поседује активно огибљење које скенира пут испред возила и припрема се за неравнине. Овај систем са бројним сензорима може да предвиди услове на путу и прилагоди амортизере да би вожња била удобнија. Активна лед светла по мраку нуде пет режима рада, град, унутрашњост, ауто-пут, паркинг и лоше време. Систем за ноћну вожњу „види” у мраку и пројектује слике на дигиталној инструмент табли.
Кабина је урађена у минималистичком стилу, са велики централним екраном преко којег се контролише већина функција. Програм DS Inspirations омогућава персонализацију возила до детаља комбиновањем коже, алкантаре, амбијенталног осветљења и других елемената. ДС 9 је способан за други ниво полуаутономне вожње на ауто-путу, што обухвата адаптивни темпомат, аутоматско кочење и вожњу унутар саобраћајне траке. Старт-стоп систем гаси мотор ако аутомобил стоји дуже од 3 секунде и тада се мора поново покренути. Поседује и систем који прати будност возача и упозорава га ако му пажња попусти.

## Мотори
Опремљен је плаг-ин хибридним мотором. Бензински 1.6 PureTech агрегат је повезан са једним електричним мотором, укупне снаге 225 КС. Батерија капацитета 11,9 kWh омогућава аутомобилу да пређе 40 до 50 km у електричном режиму. Електрични мотор преузима погон аутомобила током неоптерећене вожње ауто-путем до брзине од 135 km. Касније ће понуда мотора бити проширена са две бензинске опције, верзијом од 250 КС са предњим погоном и најјачим мотором са 360 КС и погоном на сва четири точка.